# 5055 Opekushin
Az 5055 Opekushin (ideiglenes jelöléssel 1986 PB5) a Naprendszer kisbolygóövében található aszteroida. Ljudmila Ivanovna Csernih fedezte fel 1986. augusztus 13-án.